# Хенли он Темз
Хенли он Темз (на английски: Henley-on-Thames, произношение) е град в община Южен Оксфордшър, графство Оксфордшър, регион Югоизточна Англия. Намира се на левия бряг на река Темза, на 10 km североизточно от Рединг. Населението му е 11 619 души (преброяване 2011).

## Личности
Починали
- Джеймс Блиш (1921 – 1975), американски писател